# Магнетоотпорни RAM
Магнетоотпорна меморија са случајним приступом (енгл. Magnetoresistive random-access memory, МRАМ) представља технологију чувања података помоћу магнетних момената, а не електричнога набоја. 
Важна предност овакве врсте меморије је енергетска независност, односно способност чувања записаних података без присуства напајања. 
Технологија магнетоотпорног памћења почела се разрађивати почетком 1990-их година. У поређењу с другим видовима рачунарског памћења, поготово флешом и DRAM-ом, она још није довољно сазрела за широку употребу. Међутим очекује се да ће MRAM, захваљујући низу предности које посједује, кад тад замијенити све врсте рачунарске меморије. Стога се МRАМ и често назива општа или универзална рачунарска меморија.
Називи за MRAM који се могу срести су магнетоотпорна меморија са случајним приступом, магнетоотпорно памћење насумичног приступа, магнетоотпорно памћење произвољног доступа, као и сви називи добијени узајамним премјештањем тих израза.